# Elica Raewa
Elica Raewa, bułg. Елица Раева (ur. 13 marca 1987 w Ruse) – bułgarska szachistka, mistrzyni międzynarodowa od 2008 roku.

## Kariera szachowa
W latach 1997–2006 wielokrotnie reprezentowała Bułgarię na mistrzostwach świata i Europy juniorek w różnych kategoriach wiekowych. W finale indywidualnych mistrzostw Bułgarii zadebiutowała w 2002, zajmując w Płowdiwie VI miejsce. W 2008 zdobyła pierwszy w karierze tytuł mistrzyni kraju, w swoim dorobku posiada również cztery medale srebrne (2011, 2012, 2013, 2014). Wielokrotnie reprezentowała Bułgarię w turniejach drużynowych, m.in.: dwukrotnie na olimpiadach szachowych (w latach 2008, 2012) oraz czterokrotnie na drużynowych mistrzostwach Europy (w latach 2003, 2007, 2009, 2013).
Normy na tytuł mistrzyni międzynarodowej wypełniła w latach 2007 (podczas drużynowych mistrzostw Europy w Heraklionie) oraz 2008 (dwukrotnie w Płowdiwie, podczas finału mistrzostw Bułgarii oraz indywidualnych mistrzostw Europy kobiet). W 2010 podzieliła I m. w otwartym memoriale Miłko Bobocowa w Sofii.
Najwyższy ranking w dotychczasowej karierze osiągnęła 1 października 2013, z wynikiem 2361 punktów zajmowała wówczas 2. miejsce (za Antoanetą Stefanową) wśród bułgarskich szachistek.